# San Teodoro (Róma)
A San Teodoro Rómában, a Palatinus lábánál, a mai Via San Teodorón elhelyezkedő kis 6. századi templomocska.   
Fennmaradtak 6. századból származó apszismozaikjai, 1454-ből keltezett firenzei kupolája és 1705-ből származó külső udvara, amely Carlo Fontana műve volt.